# Amélie Mauresmo
Amélie Mauresmo est une joueuse, entraîneure et dirigeante de tennis française, née le 5 juillet 1979 à Saint-Germain-en-Laye. Joueuse professionnelle de 1993 à 2009, elle est depuis décembre 2021 directrice du tournoi de Roland-Garros.
Elle a remporté vingt-cinq titres en simple sur le circuit WTA, dont trois tournois majeurs : l'Open d'Australie et Wimbledon en 2006, et le Masters en 2005.
Vice-championne olympique en 2004 lors des Jeux olympiques d'Athènes, elle a également atteint à deux reprises les demi-finales de l'US Open, en 2002 et 2006. Elle est la Française la plus titrée en simple depuis les débuts de l'ère Open en 1968. Elle est également l'une des rares Françaises à avoir conquis au moins un titre du Grand Chelem, à s'être imposée aux WTA Finals et à avoir atteint au minimum les quarts de finale des quatre tournois du Grand Chelem.
Membre du top dix mondial en 1999, puis de 2001 à 2006, elle devient, lors de la saison 2004, la première joueuse française de l'ère moderne à atteindre le classement de numéro un mondiale, et la seconde dans toute l'histoire du tennis féminin, après Suzanne Lenglen en 1919. Elle occupe cette première place durant trente-neuf semaines cumulées.
Avec l'équipe de France, elle remporte la Fed Cup en 2003, et devient capitaine de la sélection entre 2012 et novembre 2016. De 2014 à mai 2016, elle est l'entraîneuse du champion britannique Andy Murray avant de s'occuper du joueur français Lucas Pouille de 2018 à 2020.
Amélie Mauresmo devient membre de l'International Tennis Hall of Fame en 2015.
Le président de la FFT Gilles Moretton la choisit en décembre 2021 pour succéder à Guy Forget à la direction des Internationaux de France à Roland-Garros.

## Carrière

### 1993-1996: les débuts
Inspirée par la victoire de Yannick Noah à Roland-Garros en 1983, Amélie Mauresmo s'initie au tennis dès l'âge de quatre ans. Elle débute au club de tennis de Bornel, dans l'Oise, puis prend sa licence à celui de Méru où elle restera une douzaine d'années.
Talentueuse, elle atteint les demi-finales du tournoi des Petits As en 1993 avant d'intégrer le circuit junior. Trois ans plus tard, en 1996, Mauresmo s'impose au tournoi junior de Roland-Garros face à Meghann Shaughnessy en dépit d'une tendinite à l'épaule, puis enchaîne quelques semaines plus tard avec un nouveau titre majeur, à Wimbledon, accédant au rang de numéro un mondial junior.
Au terme de cette même saison, Amélie Mauresmo devient championne du monde junior.

### 1998-2003: l'éclosion
C'est en 1998, au tournoi de Berlin, que Mauresmo se fait remarquer sur le circuit professionnel, atteignant la finale de la compétition au terme de laquelle elle sera défaite par Conchita Martinez sur le score de 6-4, 6-4.
Pourvue d'un physique athlétique, dotée d'un jeu technique complet qui n'est pas sans rappeler celui de l'Argentine Gabriela Sabatini, dont elle se réclame, et d'un remarquable revers à une main, celle qui est considérée comme le grand espoir du tennis féminin français accède à une notoriété mondiale en 1999 en atteignant, à 19 ans, la finale de l'Open d'Australie, évinçant la numéro un mondiale Lindsay Davenport au tour précédent, pour s'incliner face à la Suissesse Martina Hingis sur le score de 6-2, 6-3. Elle révèle également à cette occasion son homosexualité.
Au mois d'octobre, après des prestations moins convaincantes dans les tournois du Grand Chelem, la Française remporte son premier titre WTA, en salle, dominant Kim Clijsters (6-3, 6-3) en finale du tournoi de Bratislava. Elle atteindra également une finale à Paris (Open Gaz de France) face à Serena Wiliams, et achève la saison dans le top dix mondial, après une défaite au premier tour des Masters face à Davenport.

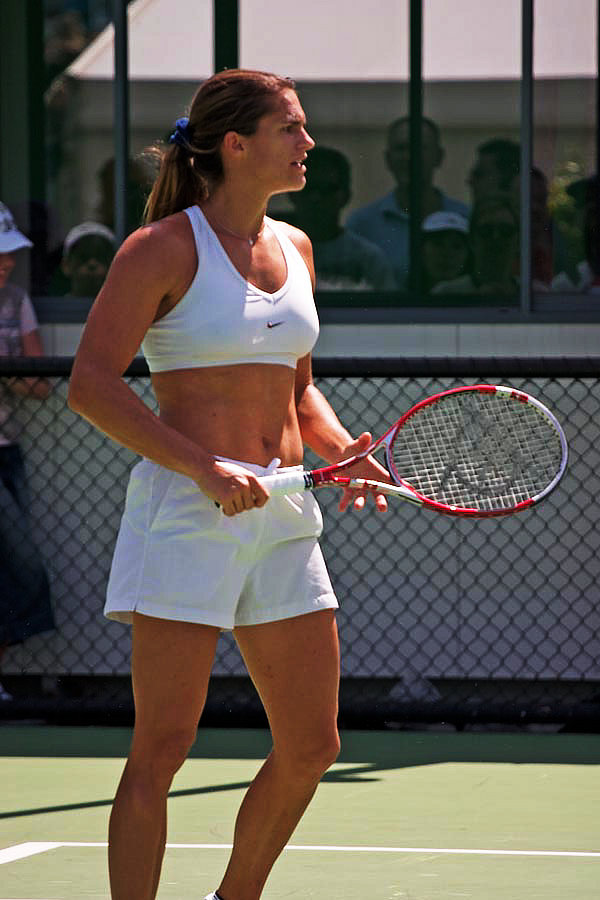
Amélie Mauresmo durant un entraînement en 2005.

L'année suivante, Mauresmo fait un début de saison idéal en remportant le tournoi de Sydney, mais ne parvient pas, cette fois, à dépasser le deuxième tour de l'Open d'Australie, évincée par Patty Schnyder. À Roland-Garros, c'est Monica Seles qui prend l'avantage en huitièmes de finale sur la Française, laquelle, en raison de blessures, sera forfait pour l'US Open quelques mois plus tard. Au terme d'une année un peu décevante, marquée surtout par une finale au tournoi de Rome concédée à Seles, Mauresmo termine à la seizième place mondiale.
2001 sera la saison du rebond. La Française s'impose dans quatre tournois WTA, à Paris, Nice, Amelia Island et Berlin, et accède, pour la seconde fois consécutive, à la finale des Internationaux d'Italie, où elle est battue par Jelena Dokić sur le score de 7-6, 6-1. Plus régulière en tournoi du Grand Chelem, elle atteint les quarts de finale de l'US Open mais s'incline contre la « revenante » Jennifer Capriati, qu'elle avait pourtant battue quelques mois plus tôt en Allemagne. À nouveau dans le top dix mondial, Mauresmo participe pour la seconde fois aux Masters féminins mais cède dès le premier tour face sa compatriote Sandrine Testud. Elle achève la saison à la neuvième place du classement mondial.
Entraînée par Loïc Courteau, la Parisienne poursuit en 2002 son ascension, gagnant les tournois de Dubai et de Montréal. Après un quart de finale encourageant à l'Open d'Australie, elle confirme sa plus grande régularité dans les tournois majeurs et son adaptation aux différences de surfaces avec une demi-finale à Wimbledon, concédée à Serena Williams, et une seconde demie à l'US Open quelques semaines plus tard, où elle chutera face à Venus Williams. Quoique forfait pour le Masters, elle clôt son année avec le classement de sixième joueuse mondiale.
Malgré un forfait à l'Open d'Australie et Wimbledon en 2003, Mauresmo atteint deux quarts de finale à Roland-Garros et l'US Open, défaite successivement par Serena Williams et Kim Clijsters. Elle remporte les tournois de Varsovie et Philadelphie, et dispute la finale des tournois de Rome, Moscou et Los Angeles. Sa meilleure performance de l'année sera une finale au Masters au terme de laquelle elle s'incline une nouvelle fois face à Clijsters, sur le score de 6-2, 6-0, devenant la seconde joueuse française après Mary Pierce à atteindre ce stade de la compétition. Avec l'équipe de France, elle s'adjuge la Fed Cup face aux États-unis, remportant ses deux matchs en simple face à Lisa Raymond et Meghann Shaughnessy.
Mauresmo confirme ainsi sa présence parmi les meilleures joueuses entrant enfin dans le top cinq en se plaçant à la quatrième place.

### 2004-2006: le sommet

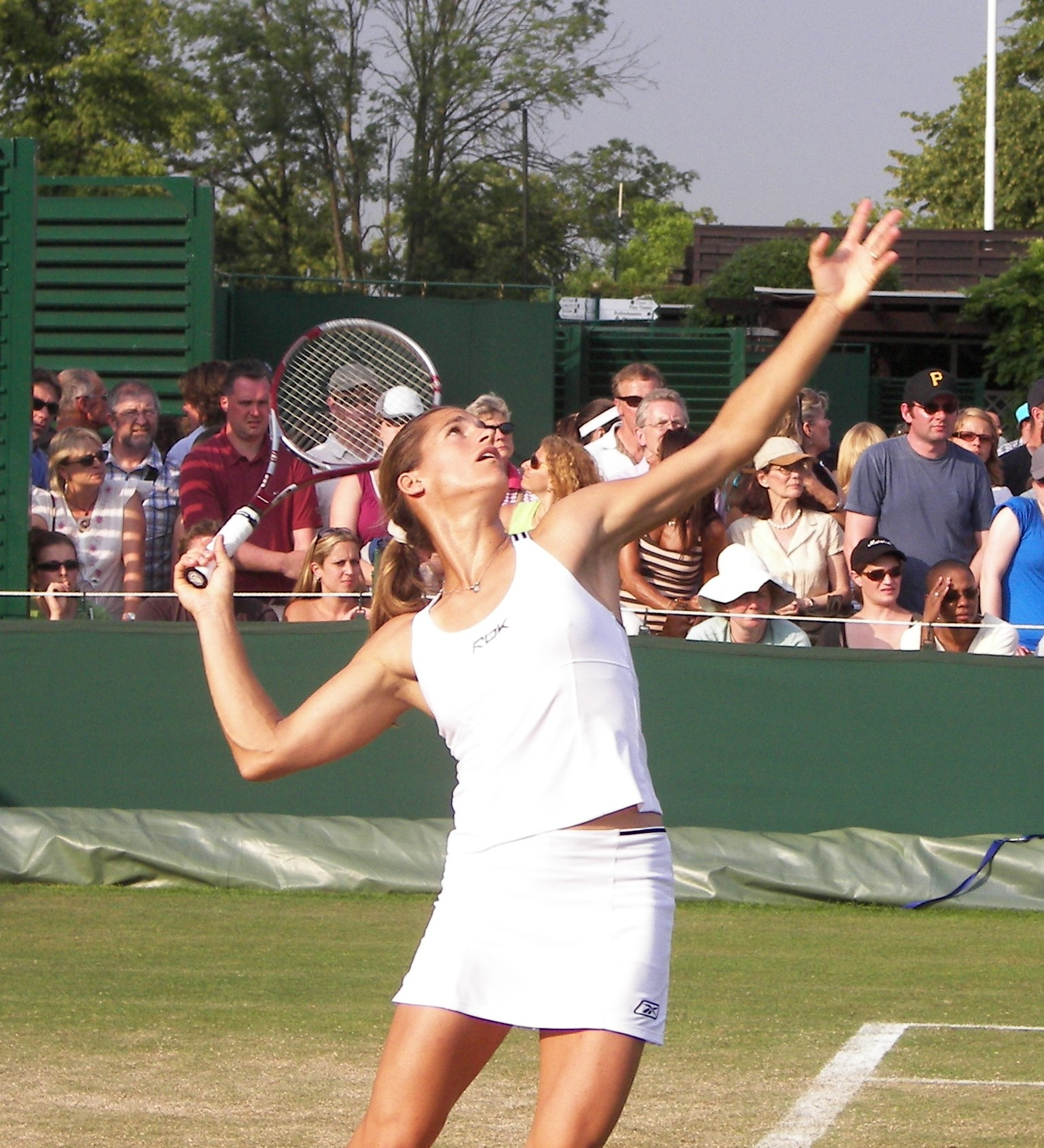
Amélie Mauresmo au service à Wimbledon en 2006.

La Française commence sa saison 2004 avec la Hopman Cup, associée à Fabrice Santoro. Elle atteint dans la foulée la finale du tournoi de Sydney au terme de laquelle elle s'incline face à la Belge Justine Henin sur le score de 6-4, 6-4. Cette année-là, Mauresmo atteint les quarts de finale de l'Open d'Australie, de Roland-Garros et de l'US Open, et rejoint la demi-finale de Wimbledon, perdue face à Serena Williams.
Avec cinq titres conquis dans la saison, à Berlin, Rome, Montréal, Linz et Philadelphie, elle devient, le 13 septembre 2004, la première Française à atteindre le classement de numéro un mondiale depuis l'apparition du classement informatique en 1975, et la première à occuper ce rang depuis Suzanne Lenglen au début du XXᵉ siècle. Elle est aussi la seconde, après Kim Clijsters, à obtenir ce classement sans avoir remporté de tournoi majeur.
Quelques semaines plus tôt, Mauresmo se qualifie pour la finale des Jeux olympiques d'Athènes, obtenant une médaille d'argent pour la délégation française. Elle clôt la saison par une demi-finale aux Masters, qu'elle concédera à Serena Williams sur le score serré de 4-6, 7-62, 6-4 et termine à la seconde place du classement WTA.
Victorieuse de la Fed Cup, finaliste et demi-finaliste de plusieurs tournois majeurs, Amélie Mauresmo ne parvient pourtant pas à gagner de tournoi du Grand Chelem, et certains observateurs imputeront cette lacune à une relative fragilité psychologique.

#### 2005
En 2005, Amélie Mauresmo poursuit sur sa lancée avec trois titres WTA remportés à Anvers, Rome (pour la seconde fois) et Philadelphie. Elle atteint également les finales de Paris, New Haven et Filderstadt, ainsi que les quarts de finale de l'Open d'Australie et de l'US Open, et une seconde demi-finale à Wimbledon, perdue face à Lindsay Davenport. Elle dispute en équipe une nouvelle finale de Fed Cup, perdue cette fois face à la Russie.
Au terme de la saison, la Parisienne remporte enfin son premier grand titre majeur, dominant sa compatriote Mary Pierce (5-7, 7-63, 6-4) lors de la finale des Masters à Los Angeles, balayant sur sa route Kim Clijsters, Elena Dementieva et Maria Sharapova.

#### 2006
Semblant enfin avoir trouvé les clés de la victoire, elle s'adjuge, à 26 ans, son premier sacre en Grand Chelem, lors de l'Open d'Australie 2006, face à Justine Henin. Profitant certes de l'abandon de son adversaire en cours de partie, mais aussi de celui de Clijsters en demi-finale, elle aura néanmoins réalisé un tournoi brillant, éliminant sèchement Nicole Vaidišová (6-1, 6-1) en huitièmes de finale et Patty Schnyder en quarts sur le score de 6-3, 6-0.
Sur sa lancée, Mauresmo remporte l'Open Gaz de France et le Tournoi d'Anvers. Elle aligne alors une impressionnante série de quinze victoires consécutives. Le 20 mars, elle devient numéro un mondiale pour la seconde fois et dispute également les finales de Doha, Pékin et Madrid.
À Roland-Garros, elle essuie néanmoins un nouvel échec, sortie sèchement en huitièmes de finale par la jeune Tchèque Nicole Vaidišová. Un mois plus tard, le 8 juillet, Amélie Mauresmo remporte pourtant son second titre du Grand Chelem, à Wimbledon, dominant une nouvelle fois Justine Henin sur le score de 2-6, 6-3, 6-4, performance inédite pour une Française depuis Suzanne Lenglen en 1925, mais aussi une réponse à ceux qui l'avaient imaginée chanceuse à la suite de l'abandon de la Belge quelques mois plus tôt en finale à Melbourne. Comme pour Nathalie Tauziat, finaliste en 1998, ce résultat d'exception est malheureusement occulté par la finale des Bleus à la Coupe du monde de football, le lendemain.
Mauresmo enchaîne avec l'US Open, au cours duquel elle réalise une nouvelle fois un parcours remarquable, parvenant à se hisser dans le dernier carré de la compétition, mais elle s'incline lourdement en demi-finale devant Maria Sharapova (6-0, 4-6, 6-0). Néanmoins, la victoire de la Russe en finale devant Justine Henin (Hardenne) empêche la Belge de ravir la première place mondiale à la Française.
Le 12 novembre, enfin, elle débute la défense de son titre acquis en 2005 aux Masters. Ces derniers commencent très mal pour la Française qui est sèchement battue lors de son premier match par la Russe Nadia Petrova 2-6 2-6. Elle se reprend par la suite et domine coup sur coup Martina Hingis et Justine Henin. Elle se défait ensuite de Kim Clijsters en demie pour finalement s'incliner en finale face à Justine Henin (6-4, 6-3), bien que l'ayant battue dans les matchs de poules. Elle lui abandonne ainsi le trône de numéro un qu'elle occupait depuis 34 semaines.
Avec deux titres en Grand Chelem et un nouveau classement de numéro un mondiale, Amélie Mauresmo réalise ainsi la meilleure saison de sa carrière. C'est néanmoins à la seconde place qu'elle achève cette saison d'exception.

### 2007-2009: le déclin

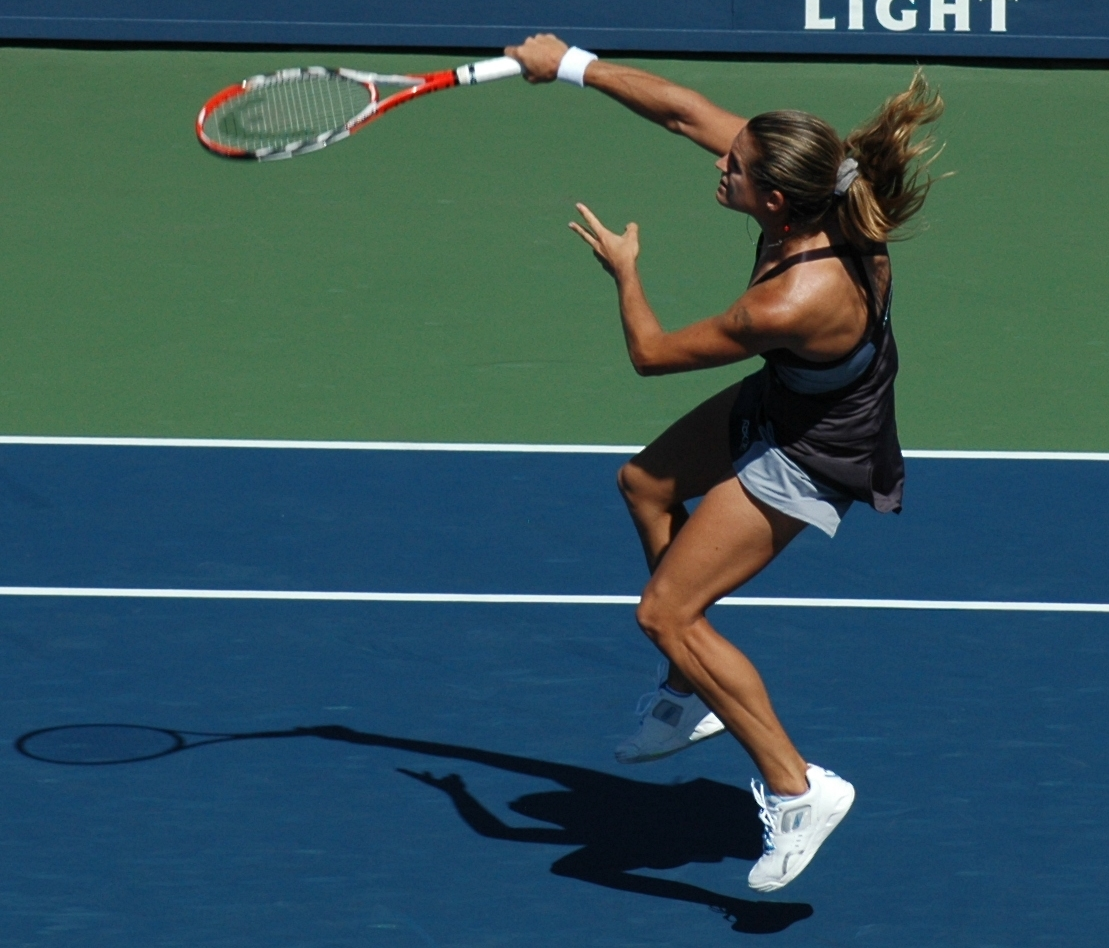
Amélie Mauresmo à US Open en 2008.

Lors de l'Open d'Australie 2007, elle perd son titre dès les 1/8e de finales face à Lucie Šafářová. Le 18 février 2007, dans la foulée de son formidable bilan 2006, elle s'empare de la raquette de diamants à Anvers. Mais, en mauvaise condition physique (à la suite d'une appendicite), elle se démobilise peu à peu. Elle accède néanmoins aux finales de Dubai, Strasbourg et Eastbourne.
Elle se présente à Roland-Garros diminuée par une blessure aux adducteurs et sans grande ambition. Elle perd au troisième tour, à nouveau contre Safarova. La chute se confirme à Wimbledon où Amélie doit abandonner son titre, battue en huitièmes de finale par Vaidisova.
Minée par ces défaites ainsi que par des blessures récurrentes, elle décide de faire une pause et fait l'impasse sur l'US Open, abandonnant par la même occasion la place de numéro un française qu'elle occupait depuis de nombreuses années à Marion Bartoli. Elle termine l'année 18e mondiale, son résultat le moins bon depuis 1998.
En 2008, elle tombe dès le 3e tour à l'Open d'Australie. Elle perd contre une qualifiée à Roland-Garros et contre Serena Williams à Wimbledon. Elle fait l'impasse sur les Jeux olympiques, n'étant qualifiée qu'en double par la FFT, du fait de son mauvais classement. Cherchant toujours à retrouver la confiance, elle réalise un résultat plus probant à l'US Open où elle atteint les huitièmes, mais elle perd néanmoins lourdement (4-6 0-6) face à Flavia Pennetta. Peu avant ce même tournoi, la Parisienne avait déclaré ne plus penser retrouver la place de numéro un mondiale, mais pouvoir profiter de l'absence d'un chef de file pour pouvoir encore s'imposer en Grand Chelem.
En janvier 2009, à l'Open de Brisbane, Mauresmo, tête de série no 5, bat successivement Jelena Dokić puis sa compatriote Julie Coin. Qualifiée pour les quarts de finale, elle crée la surprise en dominant la tête de série no 1, la Serbe Ana Ivanović, sur le score sans appel de 6-3 6-2. Elle rallie donc les demi-finales d'un tournoi pour la première fois depuis le Tournoi de New Haven. Mais, à nouveau blessée, elle abandonnera face à Marion Bartoli alors qu'elle était menée 4-0. Cette même blessure l'empêchera de jouer les Internationaux de Sydney.
À l'Open d'Australie 2009, elle chute au troisième tour face à la Biélorusse Victoria Azarenka, tête de série no 13. En février, à l'Open Gaz de France, la Parisienne se qualifie pour la finale en écartant aisément Sara Errani (6-2, 6-0), Monica Niculescu (6-1, 6-2), puis Agnieszka Radwańska, alors classée dans le top 10, en quarts de finale (6-2, 6-0). En demi-finale, elle s'impose face à l'ancienne no 1 mondiale Jelena Janković, dans un match maîtrisé malgré un passage à vide dans le deuxième set (6-2, 0-6, 6-1). Elle bat en finale la Russe Elena Dementieva (7-6, 2-6, 6-4), no 4 mondiale, et remporte ainsi son 25e titre en simple, après deux années de disette.
De retour sur les courts lors de l'Open d'Indian Wells mi-mars, Amélie Mauresmo passe avec difficulté le 2e tour en battant l'Allemande 65e mondiale Anna-Lena Grönefeld (14e à la WTA en 2006). Mais elle chute au troisième tour face à Li Na (7-5, 6-2). Elle enchaîne avec le tournoi de Miami où elle atteint le 4e tour en battant Magdalena Rybarikova et Flavia Pennetta (15) ; elle tombe face à Samantha Stosur (6-4, 6-4). Elle remporte cependant ce tournoi en double aux côtés de la Russe Svetlana Kuznetsova.
Elle est l'artisan de la victoire française en barrage de la Fed Cup, les 25 et 26 avril à Limoges. Victorieuse de ses deux simples face à Dominika Cibulková (4-6, 6-2, 6-3) et Daniela Hantuchová (7-5, 6-4) puis du double aux côtés de Nathalie Dechy, elle permet de sauver l'équipe de France d'une relégation dans le groupe 2. Visiblement fatiguée par ce week-end éprouvant, elle s'incline au 1ertour des Internationaux d'Italie, battue par María Martínez, ayant pourtant passé à quelques points du match dans le 2e set.
En lice à l'Open de Madrid, elle élimine au 2e tour Zheng Jie, tête de série no 15, puis la Russe Elena Dementieva, 5e mondiale, en trois sets (1-6, 6-4, 6-2). Elle sort au tour suivant la Hongroise Ágnes Szávay et se qualifie pour sa première demi-finale sur terre battue depuis Strasbourg 2007. Elle s'incline en demie face au jeune espoir Caroline Wozniacki en deux sets accrochés (7-6 6-3), match au cours duquel elle a notamment eu deux balles de premier set à 5/4.
Lors d'une interview[réf. nécessaire] pour Canal+, Amélie Mauresmo déclare qu'il n'y aura pas d'autre saison sur le circuit WTA après 2009 et se dit prête pour Roland-Garros ; mais la Française y échoue dès le 1er tour devant l'Allemande Groenefeld.
Sa saison sur gazon commence à Eastbourne. Après avoir éliminé au premier tour Vera Zvonareva, 7e mondiale, elle chute au tour suivant face à la modeste Ekaterina Makarova. Elle atteint les huitièmes de finale à Wimbledon, s'inclinant face à la no 1 mondiale du moment, Dinara Safina, en trois sets (4-6, 6-3, 6-4).
Elle reprend la compétition en août, à l'Open du Canada. Elle s'incline dès le premier tour à Toronto, face à l'Italienne Francesca Schiavone (6-2, 3-6, 6-1). Elle poursuit sa tournée nord-américaine en participant au Tournoi de New Haven, où elle élimine sèchement Ai Sugiyama (6-4, 6-1) puis Alona Bondarenko (6-1, 6-1). En quarts de finale, elle parvient à se défaire de la tête de série no 1, la Russe Svetlana Kuznetsova, au terme d'un match disputé en trois sets (7-69, 2-6, 6-3). Son parcours s'arrête en demi-finale, battue par une autre joueuse russe, Elena Vesnina (7-5, 1-6, 2-6). Elle s'incline ensuite 6-4, 6-0 au deuxième tour de l'U.S. Open face à Aleksandra Wozniak. C'est son dernier match de l'année, qui l'aura vu réaliser de jolies performances mais ne lui aura pas permis de retrouver une place parmi l'élite, en particulier dans les tournois du Grand Chelem, objectif qu'elle s'était fixée pour cette saison.
Le jeudi 3 décembre 2009, la Française convie symboliquement la presse dans un restaurant pour y annoncer la fin de sa carrière. Émue mais souriante, Amélie Mauresmo fait dans la simplicité : « Je ne vais pas y aller par quatre chemins. Si je vous ai réunis ici, c'est pour vous annoncer la fin de ma carrière. »

### Consultante, entraîneur et capitaine de Fed Cup

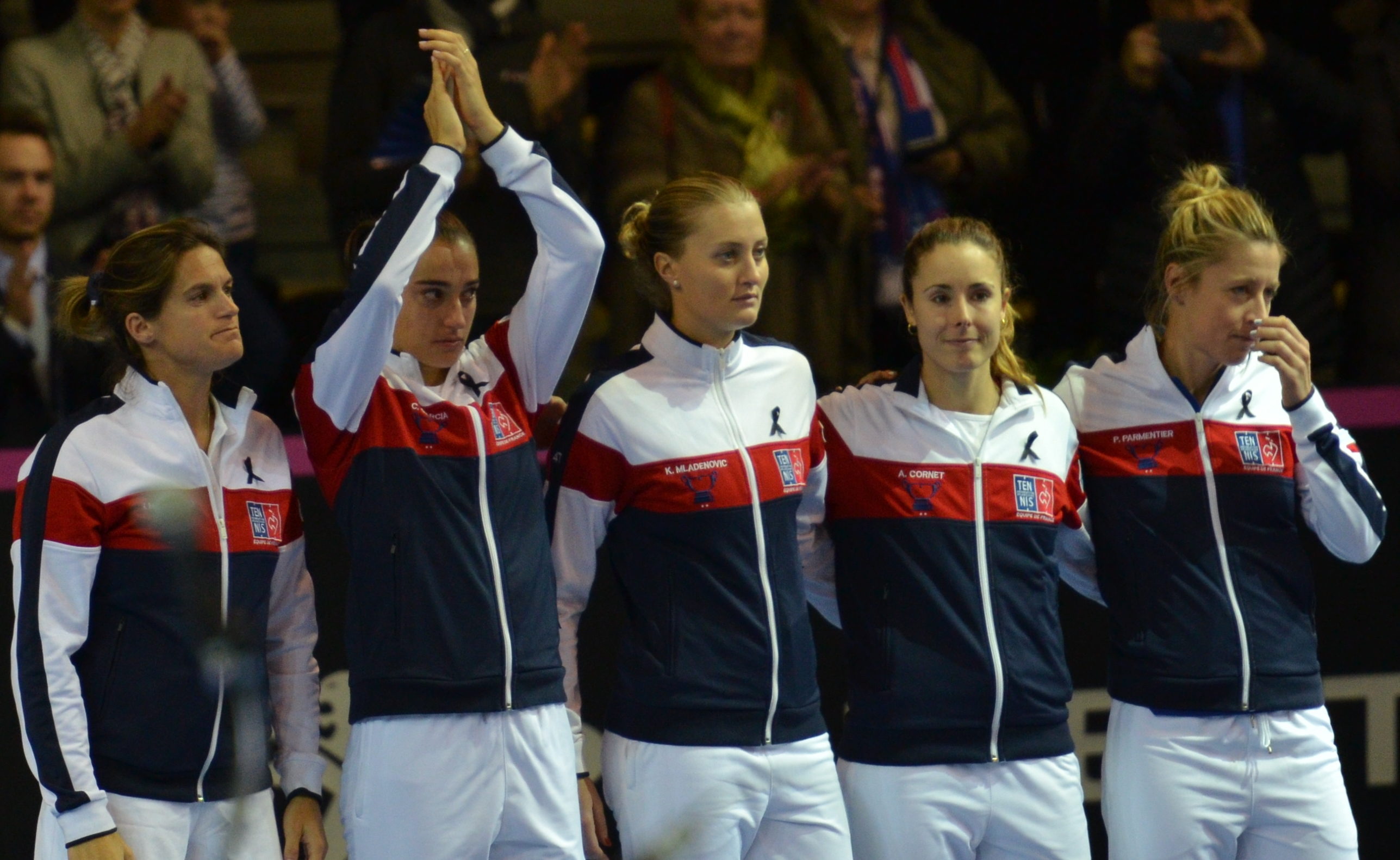
Amélie Mauresmo (à gauche) lors de la finale de la Fed Cup 2016, aux côtés des joueuses de l'équipe de France dont elle est alors la capitaine.

En 2010, elle devient consultante auprès des médias. Étant sur France Télévisions aux côtés de Lionel Chamoulaud à l'occasion de Roland-Garros, elle travaille ensuite pour Eurosport en tenant un blog pour le site internet durant l'US Open puis anime une émission durant l'Open d'Australie 2011.
Quelques jours après la fin de Roland Garros 2010, elle devient conseillère de Michaël Llodra.
Début 2011, elle est désignée co-directrice de l'Open GDF Suez.
En 2012, elle rejoint l'équipe de la Biélorusse Victoria Azarenka, numéro 1 mondiale, en tant que conseillère.
Le 19 juillet 2012, elle est officiellement nommée capitaine de l'Équipe de France de Fed Cup. En juillet 2013, Amélie Mauresmo accompagne sa compatriote Marion Bartoli durant le tournoi de Wimbledon, et la conseillera jusqu'à son sacre final,.
Le 8 juin 2014, elle devient officiellement entraîneuse du joueur de tennis écossais Andy Murray, alors qu'elle est encore consultante aux côtés de Laurent Luyat lors de Roland Garros 2014. En avril 2015, enceinte, elle laisse la place à Jonas Björkman. Le 16 août 2015, elle donne naissance à un garçon prénommé Aaron. Elle est de retour auprès d'Andy Murray à compter du tournoi de Dubaï, en février 2016. La fin de leur association est officialisée le 9 mai, à l'occasion du début du Masters 1000 de Rome. Mauresmo est ensuite consultante pour France Télévisions lors de Roland-Garros 2016.
Le 14 novembre 2016, au lendemain de la défaite des Françaises lors de la finale de la Fed Cup 2016, elle annonce qu'elle quitte son poste de capitaine de l'équipe de France de Fed Cup pour « des raisons personnelles », attendant son deuxième enfant.
Le 23 juin 2018, elle est nommée capitaine de l'Équipe de France de Coupe Davis pour succéder à Yannick Noah. Elle est la première femme nommée à ce poste en France. Néanmoins, elle décide de renoncer à ce capitanat afin de devenir l'entraîneur de Lucas Pouille, une collaboration qui prendra fin en octobre 2020.
En 2021, elle officie comme consultante sur Amazon Prime Video.

### Directrice de Roland-Garros
En décembre 2021, elle devient directrice du tournoi de Roland-Garros, succédant à Guy Forget. Elle est la première femme nommée à cette fonction.

## Style de jeu

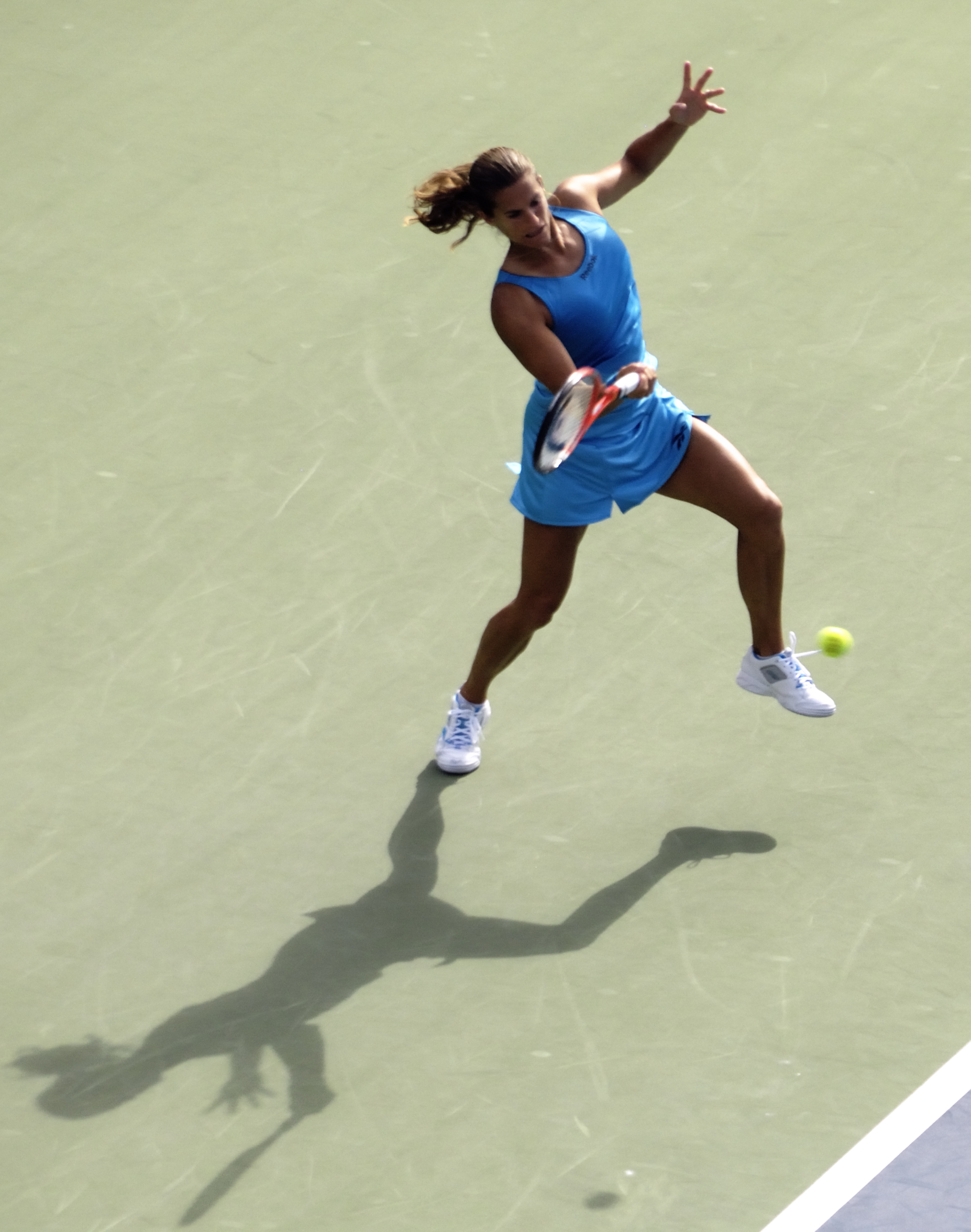
Amélie Mauresmo lors de l'US Open 2009.

Mauresmo était une joueuse polyvalente dotée d'un éventail technique complet. Joueuse athlétique et endurante, son tennis pouvait être aussi bien tactique qu'instinctif, grâce à son sens et sa vision du jeu, sa maîtrise technique, la variété de ses effets, sa qualité de frappe de balle, et sa capacité à alterner les filières longues et courtes. Puissante sur son service ainsi que sur son coup droit, elle demeurait plus déterminante encore sur son revers, joué à une main et considéré comme l'un des plus esthétiques du circuit, avec lequel elle parvenait à trouver des angles inattendus, notamment en revers court croisé. Son revers slicé fut également l'un des meilleurs de son époque. Tacticienne et solide en fond de court, elle construisait, depuis sa ligne, des phases de jeu qui lui offraient l'occasion de monter au filet au moment adéquat afin de conclure le point. Volontiers offensive, elle pouvait également enchaîner le service volée avec aisance et efficacité. Son intelligence de jeu et sa faculté d'adaptation lui permirent de s'adapter à toutes les surfaces, rapides, intermédiaires et lentes : bien que malheureuse à Roland-Garros, elle s'imposa à deux reprises sur la terre battue du tournoi de Rome.

## Palmarès

### Titres en simple dames
| No | Date       | Nom et lieu du tournoi                     | Catégorie | Dotation    | Surface         | Finaliste         | Score               |          |
| -- | ---------- | ------------------------------------------ | --------- | ----------- | --------------- | ----------------- | ------------------- | -------- |
| 1  | 18/10/1999 | Eurotel Slovak Open, Bratislava            | Tier IVb  | 110 000 $   | Dur (int.)      | Kim Clijsters     | 6-3, 6-3            | Parcours |
| 2  | 10/01/2000 | Adidas International, Sydney               | Tier II   | 460 000 $   | Dur (ext.)      | Lindsay Davenport | 7-62, 6-4           | Parcours |
| 3  | 05/02/2001 | Open Gaz de France, Paris                  | Tier II   | 565 000 $   | Moquette (int.) | Anke Huber        | 7-62, 6-1           | Parcours |
| 4  | 12/02/2001 | Terazura Open, Nice                        | Tier II   | 565 000 $   | Moquette (int.) | Magdalena Maleeva | 6-2, 6-0            | Parcours |
| 5  | 09/04/2001 | Bausch & Lomb Championships, Amelia Island | Tier II   | 565 000 $   | Terre (ext.)    | Amanda Coetzer    | 6-4, 7-5            | Parcours |
| 6  | 07/05/2001 | Eurocard German Open, Berlin               | Tier I    | 1 185 000 $ | Terre (ext.)    | Jennifer Capriati | 6-4, 2-6, 6-3       | Parcours |
| 7  | 18/02/2002 | Duty Free Women's Open, Dubaï              | Tier II   | 585 000 $   | Dur (ext.)      | Sandrine Testud   | 6-4, 7-63           | Parcours |
| 8  | 12/08/2002 | Coupe Rogers AT&T, Montréal                | Tier I    | 1 224 000 $ | Dur (ext.)      | Jennifer Capriati | 6-4, 6-1            | Parcours |
| 9  | 28/04/2003 | J&S Cup, Varsovie                          | Tier II   | 700 000 $   | Terre (ext.)    | Venus Williams    | 6-76, 6-0, 3-0, ab. | Parcours |
| 10 | 27/10/2003 | Advanta Championships, Philadelphie        | Tier II   | 585 000 $   | Dur (int.)      | Anastasia Myskina | 5-7, 6-0, 6-2       | Parcours |
| 11 | 03/05/2004 | Ladies German Open, Berlin                 | Tier I    | 1 300 000 $ | Terre (ext.)    | Venus Williams    | Forfait             | Parcours |
| 12 | 10/05/2004 | Telecom Italia Masters, Rome               | Tier I    | 1 300 000 $ | Terre (ext.)    | Jennifer Capriati | 3-6, 6-3, 7-66      | Parcours |
| 13 | 02/08/2004 | Coupe Rogers, Montréal                     | Tier I    | 1 300 000 $ | Dur (ext.)      | Elena Likhovtseva | 6-1, 6-0            | Parcours |
| 14 | 25/10/2004 | Generali Ladies, Linz                      | Tier II   | 585 000 $   | Dur (int.)      | Elena Bovina      | 6-2, 6-0            | Parcours |
| 15 | 01/11/2004 | Advanta Championships, Philadelphie        | Tier II   | 585 000 $   | Dur (int.)      | Vera Zvonareva    | 3-6, 6-2, 6-2       | Parcours |
| 16 | 14/02/2005 | Proximus Diamond Games, Anvers             | Tier II   | 585 000 $   | Moquette (int.) | Venus Williams    | 4-6, 7-5, 6-4       | Parcours |
| 17 | 09/05/2005 | Telecom Italia Masters, Rome               | Tier I    | 1 300 000 $ | Terre (ext.)    | Patty Schnyder    | 2-6, 6-3, 6-4       | Parcours |
| 18 | 31/10/2005 | Advanta Championships, Philadelphie        | Tier II   | 585 000 $   | Dur (int.)      | Elena Dementieva  | 7-5, 2-6, 7-5       | Parcours |
| 19 | 07/11/2005 | Tour Championships by Porsche, Los Angeles | Masters   | 3 000 000 $ | Dur (int.)      | Mary Pierce       | 5-7, 7-63, 6-4      | Parcours |
| 20 | 16/01/2006 | Australian Open, Melbourne                 | G. Chelem | 6 137 580 $ | Dur (ext.)      | Justine Henin     | 6-1, 2-0, ab.       | Parcours |
| 21 | 06/02/2006 | Open Gaz de France, Paris                  | Tier II   | 600 000 $   | Moquette (int.) | Mary Pierce       | 6-1, 7-62           | Parcours |
| 22 | 13/02/2006 | Diamond Proximus Games, Anvers             | Tier II   | 600 000 $   | Moquette (int.) | Kim Clijsters     | 3-6, 6-3, 6-3       | Parcours |
| 23 | 26/06/2006 | The Championships, Wimbledon               | G. Chelem | 6 743 737 $ | Gazon (ext.)    | Justine Henin     | 2-6, 6-3, 6-4       | Parcours |
| 24 | 12/02/2007 | Proximus Diamond Games, Anvers             | Tier II   | 600 000 $   | Moquette (int.) | Kim Clijsters     | 6-4, 7-64           | Parcours |
| 25 | 09/02/2009 | Open GDF Suez, Paris                       | Premier   | 600 000 $   | Dur (int.)      | Elena Dementieva  | 7-67, 2-6, 6-4      | Parcours |

### Finales en simple dames
| No | Date       | Nom et lieu du tournoi                     | Catégorie     | Dotation    | Surface         | Vainqueure          | Score           |          |
| -- | ---------- | ------------------------------------------ | ------------- | ----------- | --------------- | ------------------- | --------------- | -------- |
| 1  | 11/05/1998 | German Open, Berlin                        | Tier I        | 926 250 $   | Terre (ext.)    | Conchita Martínez   | 6-4, 6-4        | Parcours |
| 2  | 18/01/1999 | Australian Open, Melbourne                 | G. Chelem     | 3 040 620 $ | Dur (ext.)      | Martina Hingis      | 6-2, 6-3        | Parcours |
| 3  | 22/02/1999 | Open Gaz de France, Paris                  | Tier II       | 520 000 $   | Moquette (int.) | Serena Williams     | 6-2, 3-6, 7-6   | Parcours |
| 4  | 01/05/2000 | Croatian Ladies Open, Bol                  | Tier III      | 170 000 $   | Terre (ext.)    | Tina Pisnik         | 7-64, 7-62      | Parcours |
| 5  | 15/05/2000 | Italian Open, Rome                         | Tier I        | 1 080 000 $ | Terre (ext.)    | Monica Seles        | 6-2, 7-64       | Parcours |
| 6  | 14/05/2001 | Italian Open, Rome                         | Tier I        | 1 200 000 $ | Terre (ext.)    | Jelena Dokić        | 7-63, 6-1       | Parcours |
| 7  | 03/02/2003 | Open Gaz de France, Paris                  | Tier II       | 585 000 $   | Moquette (int.) | Serena Williams     | 6-3, 6-2        | Parcours |
| 8  | 12/05/2003 | Telecom Italia Masters, Rome               | Tier I        | 1 300 000 $ | Terre (ext.)    | Kim Clijsters       | 3-6, 7-63, 6-0  | Parcours |
| 9  | 29/09/2003 | Ladies Kremlin Cup, Moscou                 | Tier I        | 1 300 000 $ | Moquette (int.) | Anastasia Myskina   | 6-2, 6-4        | Parcours |
| 10 | 03/11/2003 | Tour Championships by Porsche, Los Angeles | Masters       | 3 000 000 $ | Dur (int.)      | Kim Clijsters       | 6-2, 6-0        | Parcours |
| 11 | 12/01/2004 | Adidas International, Sydney               | Tier II       | 585 000 $   | Dur (ext.)      | Justine Henin       | 6-4, 6-4        | Parcours |
| 12 | 05/04/2004 | Bausch & Lomb Championships, Amelia Island | Tier II       | 585 000 $   | Terre (ext.)    | Lindsay Davenport   | 6-4, 6-4        | Parcours |
| 13 | 15/08/2004 | Olympic Tennis Event, Athènes              | J. olympiques | NC          | Dur (ext.)      | Justine Henin       | 6-3, 6-3        | Parcours |
| 14 | 04/10/2004 | Porsche Tennis Grand Prix, Filderstadt     | Tier II       | 650 000 $   | Dur (int.)      | Lindsay Davenport   | 6-2, ab.        | Parcours |
| 15 | 07/02/2005 | Open Gaz de France, Paris                  | Tier II       | 585 000 $   | Moquette (int.) | Dinara Safina       | 6-4, 2-6, 6-3   | Parcours |
| 16 | 22/08/2005 | Pilot Pen Tennis, New Haven                | Tier II       | 600 000 $   | Dur (ext.)      | Lindsay Davenport   | 6-4, 6-4        | Parcours |
| 17 | 03/10/2005 | Porsche Tennis Grand Prix, Filderstadt     | Tier II       | 650 000 $   | Dur (int.)      | Lindsay Davenport   | 6-2, 6-4        | Parcours |
| 18 | 27/02/2006 | Qatar Total Open, Doha                     | Tier II       | 600 000 $   | Dur (ext.)      | Nadia Petrova       | 6-3, 7-5        | Parcours |
| 19 | 18/09/2006 | China Open, Pékin                          | Tier II       | 600 000 $   | Dur (ext.)      | Svetlana Kuznetsova | 6-4, 6-0        | Parcours |
| 20 | 06/11/2006 | Sony Ericsson Championships, Madrid        | Masters       | 3 000 000 $ | Dur (int.)      | Justine Henin       | 6-4, 6-3        | Parcours |
| 21 | 19/02/2007 | Tennis Championships, Dubaï                | Tier II       | 1 500 000 $ | Dur (ext.)      | Justine Henin       | 6-4, 7-5        | Parcours |
| 22 | 21/05/2007 | Internationaux de Strasbourg, Strasbourg   | Tier III      | 175 000 $   | Terre (ext.)    | Anabel Medina       | 6-4, 4-6, 6-4   | Parcours |
| 23 | 18/06/2007 | Hastings Direct Championships, Eastbourne  | Tier II       | 600 000 $   | Gazon (ext.)    | Justine Henin       | 7-5, 6-74, 7-62 | Parcours |

### Titres en double dames
| No | Date       | Nom et lieu du tournoi                         | Catégorie | Dotation    | Surface         | Partenaire          | Finalistes                       | Score            |          |
| -- | ---------- | ---------------------------------------------- | --------- | ----------- | --------------- | ------------------- | -------------------------------- | ---------------- | -------- |
| 1  | 16/10/2000 | Generali Open Linz                             | Tier II   | 535 000 $   | Moquette (int.) | Chanda Rubin        | Ai Sugiyama Nathalie Tauziat     | 6-4, 6-4         | Parcours |
| 2  | 19/06/2006 | Hastings Direct Int'l Championships Eastbourne | Tier II   | 600 000 $   | Gazon (ext.)    | Svetlana Kuznetsova | Liezel Huber Martina Navrátilová | 6-2, 6-4         | Parcours |
| 3  | 25/03/2009 | Sony Ericsson Open Miami                       | PREMIER*  | 4 500 000 $ | Dur (ext.)      | Svetlana Kuznetsova | Květa Peschke Lisa Raymond       | 4-6, 6-3, [10-3] | Parcours |

### Finale en double dames
| No | Date       | Nom et lieu du tournoi      | Catégorie | Dotation    | Surface      | Vainqueures             | Partenaire          | Score    |          |
| -- | ---------- | --------------------------- | --------- | ----------- | ------------ | ----------------------- | ------------------- | -------- | -------- |
| 1  | 20/06/2005 | The Championships Wimbledon | G. Chelem | 7 285 286 $ | Gazon (ext.) | Cara Black Liezel Huber | Svetlana Kuznetsova | 6-2, 6-1 | Parcours |

## Parcours en Grand Chelem

### En simple dames
| Année | Open d'Australie                                     | Open d'Australie  | Internationaux de France | Internationaux de France                       | Wimbledon       | Wimbledon           | US Open        | US Open            |
| ----- | ---------------------------------------------------- | ----------------- | ------------------------ | ---------------------------------------------- | --------------- | ------------------- | -------------- | ------------------ |
| 1995  | -                                                    | -                 | 1er tour (1/64)          | Natalia Baudone                                | -               | -                   | -              | -                  |
| 1996  | Q2 \|\| style="text-align:left" \| Elly Hakami       | 2e tour (1/32)    | Brenda Schultz           | -                                              | -               | -                   | -              |                    |
| 1997  | Q2 \|\| style="text-align:left" \| Noëlle van Lottum | 2e tour (1/32)    | Steffi Graf              | Q2 \|\| style="text-align:left" \| Anne Kremer | -               | -                   |                |                    |
| 1998  | 3e tour (1/16)                                       | Venus Williams    | 1er tour (1/64)          | Anna Kournikova                                | 2e tour (1/32)  | Yayuk Basuki        | 3e tour (1/16) | Martina Hingis     |
| 1999  | Finale                                               | Martina Hingis    | 2e tour (1/32)           | Martina Hingis                                 | -               | -                   | 4e tour (1/8)  | Anke Huber         |
| 2000  | 2e tour (1/32)                                       | Patty Schnyder    | 4e tour (1/8)            | Monica Seles                                   | 1er tour (1/64) | Gala León García    | -              | -                  |
| 2001  | 4e tour (1/8)                                        | Venus Williams    | 1er tour (1/64)          | Jana Kandarr                                   | 3e tour (1/16)  | Tamarine Tanasugarn | 1/4 de finale  | Jennifer Capriati  |
| 2002  | 1/4 de finale                                        | Jennifer Capriati | 4e tour (1/8)            | Paola Suárez                                   | 1/2 finale      | Serena Williams     | 1/2 finale     | Venus Williams     |
| 2003  | -                                                    | -                 | 1/4 de finale            | Serena Williams                                | -               | -                   | 1/4 de finale  | Kim Clijsters      |
| 2004  | 1/4 de finale                                        | Fabiola Zuluaga   | 1/4 de finale            | Elena Dementieva                               | 1/2 finale      | Serena Williams     | 1/4 de finale  | Elena Dementieva   |
| 2005  | 1/4 de finale                                        | Serena Williams   | 3e tour (1/16)           | Ana Ivanović                                   | 1/2 finale      | Lindsay Davenport   | 1/4 de finale  | Mary Pierce        |
| 2006  | Victoire                                             | Justine Henin     | 4e tour (1/8)            | Nicole Vaidišová                               | Victoire        | Justine Henin       | 1/2 finale     | Maria Sharapova    |
| 2007  | 4e tour (1/8)                                        | Lucie Šafářová    | 3e tour (1/16)           | Lucie Šafářová                                 | 4e tour (1/8)   | Nicole Vaidišová    | -              | -                  |
| 2008  | 3e tour (1/16)                                       | Casey Dellacqua   | 2e tour (1/32)           | Carla Suárez                                   | 3e tour (1/16)  | Serena Williams     | 4e tour (1/8)  | Flavia Pennetta    |
| 2009  | 3e tour (1/16)                                       | Victoria Azarenka | 1er tour (1/64)          | Anna-Lena Grönefeld                            | 4e tour (1/8)   | Dinara Safina       | 2e tour (1/32) | Aleksandra Wozniak |

À droite du résultat, l'ultime adversaire.

### En double dames
| Année | Open d'Australie             | Open d'Australie            | Internationaux de France     | Internationaux de France     | Wimbledon                    | Wimbledon                | US Open                    | US Open                |
| ----- | ---------------------------- | --------------------------- | ---------------------------- | ---------------------------- | ---------------------------- | ------------------------ | -------------------------- | ---------------------- |
| 1995  | -                            | -                           | 1er tour (1/32) N. Dechy     | Patty Fendick MJ Fernández   | -                            | -                        | -                          | -                      |
| 1996  | -                            | -                           | 1er tour (1/32) N. Dechy     | A. Dechaume S. Testud        | -                            | -                        | -                          | -                      |
| 1997  | -                            | -                           | 2e tour (1/16) Émilie Loit   | Nicole Arendt M. Bollegraf   | -                            | -                        | -                          | -                      |
| 1998  | -                            | -                           | 2e tour (1/16) A. Dechaume   | B. Schett P. Schnyder        | -                            | -                        | -                          | -                      |
| 1999  | 1/4 de finale Yayuk Basuki   | L. Davenport N. Zvereva     | 1er tour (1/32) Julie Halard | Jana Novotná N. Zvereva      | -                            | -                        | 3e tour (1/8) Julie Halard | Mary Pierce B. Schett  |
| 2000  | 2e tour (1/16) L. Courtois   | A. Kournikova B. Schett     | 1er tour (1/32) Caroline Vis | Nicole Arendt M. Bollegraf   | 3e tour (1/8) A. Sánchez     | M. de Swardt Navrátilová | -                          | -                      |
| 2001  | -                            | -                           | -                            | -                            | 2e tour (1/16) N. Dechy      | S. Williams V. Williams  | 2e tour (1/16) N. Dechy    | Cara Black Likhovtseva |
| 2002  | -                            | -                           | 1er tour (1/32) Émilie Loit  | Marta Marrero M. J. Martínez | -                            | -                        | -                          | -                      |
| 2005  | -                            | -                           | -                            | -                            | Finale S. Kuznetsova         | Cara Black Liezel Huber  | -                          | -                      |
| 2006  | 3e tour (1/8) S. Kuznetsova  | V. Ruano Paola Suárez       | -                            | -                            | 2e tour (1/16) S. Kuznetsova | L. Hradecká Hana Šromová | -                          | -                      |
| 2007  | 2e tour (1/16) S. Beltrame   | Dinara Safina K. Srebotnik  | 1er tour (1/32) N. Dechy     | Anabel Medina V. Ruano       | -                            | -                        | -                          | -                      |
| 2008  | 2e tour (1/16) S. Kuznetsova | M. Koryttseva T. Perebiynis | -                            | -                            | -                            | -                        | -                          | -                      |
| 2009  | -                            | -                           | -                            | -                            | 3e tour (1/8) S. Kuznetsova  | S. Stosur Rennae Stubbs  | -                          | -                      |

Sous le résultat, la partenaire ; à droite, l'ultime équipe adverse.

### En double mixte
| Année | Open d'Australie | Open d'Australie | Internationaux de France    | Internationaux de France  | Wimbledon | Wimbledon | US Open | US Open |
| ----- | ---------------- | ---------------- | --------------------------- | ------------------------- | --------- | --------- | ------- | ------- |
| 1997  | -                | -                | 1er tour (1/32) S. Grosjean | K. Radford Scott Davis    | -         | -         | -       | -       |
| 1998  | -                | -                | 1er tour (1/32) J. Golmard  | Yayuk Basuki Tom Nijssen  | -         | -         | -       | -       |
| 2006  | -                | -                | 1er tour (1/16) F. Santoro  | Likhovtseva Daniel Nestor | -         | -         | -       | -       |

Sous le résultat, le partenaire ; à droite, l'ultime équipe adverse.

## Parcours en «Premier Mandatory» et «Premier 5»
Découlant d'une réforme du circuit WTA inaugurée en 2009, les tournois WTA « Premier Mandatory » et « Premier 5 » constituent les catégories d'épreuves les plus prestigieuses, après les quatre levées du Grand Chelem.

### En simple dames
| Année |              | Premier Mandatory    | Premier Mandatory       | Premier Mandatory       | Premier Mandatory |       | Premier 5 | Premier 5 | Premier 5                      | Premier 5                    | Premier 5 | Premier 5 | Premier 5 |
| Année | Indian Wells | Miami                | Madrid                  | Pékin                   |                   | Dubaï | Rome      | Canada    | Cincinnati                     |                              | Tokyo     |           |           |
| Année | Indian Wells | Miami                | Madrid                  | Pékin                   |                   | Doha  | Rome      | Canada    | Cincinnati                     |                              | Wuhan     |           |           |
| Année | Indian Wells | Miami                | Madrid                  | Pékin                   |                   |       | Rome      | Canada    | Cincinnati                     |                              |           |           |           |
| 2009  |              | 3e tour (1/16) Li N. | 4e tour (1/8) S. Stosur | 1/2 finale C. Wozniacki |                   |       |           |           | 1er tour (1/32) M. J. Martínez | 1er tour (1/32) F. Schiavone |           |           |           |

Sous le résultat, l’ultime adversaire.

### En double dames
| 2009                                                                              |                     |                 |   |   |   |   |   |   |  |  |   |   |                                                                               |   |   |   |   |  |  |
| 2e tour (1/8) Kuznetsova \|\| style="text-align:left;" \| Mattek-Sands Washington | Victoire Kuznetsova | Peschke Raymond | — | — | — | — | — | — |  |  | — | — | 2e tour (1/8) Kuznetsova \|\| style="text-align:left;" \| Llagostera Martínez | — | — | — | — |  |  |

N.B. : le nom de la partenaire se trouve sous le résultat ; le nom des ultimes adversaires se trouve à droite.

## Parcours aux Masters

### En simple dames
| # | Date       | Nom de l'édition                          | ($)       | Surface         | Résultat       | Ultime adversaire | Score          |          |
| - | ---------- | ----------------------------------------- | --------- | --------------- | -------------- | ----------------- | -------------- | -------- |
| 1 | 15/11/1999 | Chase Championships New York              | 2 000 000 | Moquette (int.) | 1er tour (1/8) | Lindsay Davenport | 3-6, 6-3, 6-2  | Parcours |
| 2 | 29/10/2001 | Sanex Championships Munich                | 3 000 000 | Dur (int.)      | 1er tour (1/8) | Sandrine Testud   | 5-7, 7-5, 6-1  | Parcours |
| 3 | 03/11/2003 | Tour Championships by Porsche Los Angeles | 3 000 000 | Dur (int.)      | Finale         | Kim Clijsters     | 6-2, 6-0       | Parcours |
| 4 | 08/11/2004 | Tour Championships by Porsche Los Angeles | 3 000 000 | Dur (int.)      | 1/2 finale     | Serena Williams   | 4-6, 7-62, 6-4 | Parcours |
| 5 | 07/11/2005 | Tour Championships by Porsche Los Angeles | 3 000 000 | Dur (int.)      | Victoire       | Mary Pierce       | 5-7, 7-63, 6-4 | Parcours |
| 6 | 06/11/2006 | Sony Ericsson Championships Madrid        | 3 000 000 | Dur (int.)      | Finale         | Justine Henin     | 6-4, 6-3       | Parcours |

## Parcours aux Jeux olympiques

### En simple dames
| # | Date       | Nom de l'olympiade           | Surface    | Résultat        | Ultime adversaire | Score         |          |
| - | ---------- | ---------------------------- | ---------- | --------------- | ----------------- | ------------- | -------- |
| 1 | 19/09/2000 | Olympic Tennis Event Sydney  | Dur (ext.) | 1er tour (1/32) | Fabiola Zuluaga   | 6-3, 3-6, 6-2 | Parcours |
| 2 | 15/08/2004 | Olympic Tennis Event Athènes | Dur (ext.) | Argent          | Justine Henin     | 6-3, 6-3      | Parcours |

### En double dames
| # | Date       | Nom de l'olympiade           | Surface    | Résultat      | Partenaire   | Ultimes adversaires              | Score    |          |
| - | ---------- | ---------------------------- | ---------- | ------------- | ------------ | -------------------------------- | -------- | -------- |
| 1 | 19/09/2000 | Olympic Tennis Event Sydney  | Dur (ext.) | 1/4 de finale | Julie Halard | Serena Williams Venus Williams   | 6-3, 6-2 | Parcours |
| 2 | 15/08/2004 | Olympic Tennis Event Athènes | Dur (ext.) | 2e tour (1/8) | Mary Pierce  | Martina Navrátilová Lisa Raymond | Forfait  | Parcours |

## Parcours en Fed Cup
| #                                                                         | Date       | Lieu                | Surface         | Gagnante(s)                      | Perdante(s)                           | Score          |          |
|                                                                           |            |                     |                 |                                  |                                       |                |          |
| 1998 - 1/2 finale (groupe mondial) - Suisse - France - 5 : 0              |            |                     |                 |                                  |                                       |                |          |
| 1                                                                         | 25/07/1998 | Sion                | Terre (ext.)    | Patty Schnyder                   | Amélie Mauresmo                       | 7-5, 2-6, 6-3  | Parcours |
| 1                                                                         | 25/07/1998 | Sion                | Terre (ext.)    | Martina Hingis                   | Amélie Mauresmo                       | 6-76, 6-4, 6-2 | Parcours |
|                                                                           |            |                     |                 |                                  |                                       |                |          |
| 1999 - 1/4 de finale (groupe mondial) - Russie - France - 3 : 2           |            |                     |                 |                                  |                                       |                |          |
| 2                                                                         | 17/04/1999 | Moscou              | Moquette (int.) | Amélie Mauresmo                  | Elena Likhovtseva                     | 6-2, 6-2       | Parcours |
| 2                                                                         | 17/04/1999 | Moscou              | Moquette (int.) | Amélie Mauresmo                  | Tatiana Panova                        | 6-2, 5-7, 6-1  | Parcours |
| 2                                                                         | 17/04/1999 | Moscou              | Moquette (int.) | Elena Likhovtseva Elena Makarova | Amélie Mauresmo Nathalie Tauziat      | 6-0, 7-65      | Parcours |
|                                                                           |            |                     |                 |                                  |                                       |                |          |
| 2001 - 1/4 de finale (groupe mondial) - France - Italie - 4 : 1           |            |                     |                 |                                  |                                       |                |          |
| 3                                                                         | 21/07/2001 | Vittel              | Dur (ext.)      | Amélie Mauresmo                  | Maria Elena Camerin                   | 6-4, 6-0       | Parcours |
| 3                                                                         | 21/07/2001 | Vittel              | Dur (ext.)      | Amélie Mauresmo                  | A. Serra Zanetti                      | 6-2, 6-0       | Parcours |
|                                                                           |            |                     |                 |                                  |                                       |                |          |
| 2001 - Round robin (groupe mondial) - France - République tchèque - 3 : 0 |            |                     |                 |                                  |                                       |                |          |
| 4                                                                         | 08/11/2001 | Madrid              | Terre (int.)    | Amélie Mauresmo                  | Denisa Chládková                      | 6-2, 7-5       | Parcours |
|                                                                           |            |                     |                 |                                  |                                       |                |          |
| 2001 - Round robin (groupe mondial) - Russie - France - 2 : 1             |            |                     |                 |                                  |                                       |                |          |
| 5                                                                         | 09/11/2001 | Madrid              | Terre (int.)    | Elena Dementieva                 | Amélie Mauresmo                       | 6-3, 0-6, 6-4  | Parcours |
|                                                                           |            |                     |                 |                                  |                                       |                |          |
| 2001 - Round robin (groupe mondial) - France - Argentine - 2 : 1          |            |                     |                 |                                  |                                       |                |          |
| 6                                                                         | 10/11/2001 | Madrid              | Terre (int.)    | Amélie Mauresmo                  | María Emilia Salerni                  | 5-7, 6-1, 6-0  | Parcours |
|                                                                           |            |                     |                 |                                  |                                       |                |          |
| 2002 - 1er tour (groupe mondial) - Argentine - France - 2 : 3             |            |                     |                 |                                  |                                       |                |          |
| 7                                                                         | 27/04/2002 | Buenos Aires        | Terre (ext.)    | Amélie Mauresmo                  | Mariana Díaz-Oliva                    | 7-5, 6-2       | Parcours |
| 7                                                                         | 27/04/2002 | Buenos Aires        | Terre (ext.)    | Amélie Mauresmo                  | Paola Suárez                          | 6-4, 6-3       | Parcours |
|                                                                           |            |                     |                 |                                  |                                       |                |          |
| 2002 - 1/4 de finale (groupe mondial) - Slovaquie - France - 4 : 1        |            |                     |                 |                                  |                                       |                |          |
| 8                                                                         | 20/07/2002 | Bratislava          | Moquette (int.) | Amélie Mauresmo                  | Janette Husárová                      | 6-2, 4-6, 6-2  | Parcours |
| 8                                                                         | 20/07/2002 | Bratislava          | Moquette (int.) | Daniela Hantuchová               | Amélie Mauresmo                       | 2-6, 6-4, 6-3  | Parcours |
|                                                                           |            |                     |                 |                                  |                                       |                |          |
| 2003 - 1er tour (groupe mondial) - France - Colombie - 5 : 0              |            |                     |                 |                                  |                                       |                |          |
| 9                                                                         | 26/04/2003 | Andrézieux-Bouthéon | Terre (int.)    | Amélie Mauresmo                  | Catalina Castaño                      | 5-1, ab.       | Parcours |
| 9                                                                         | 26/04/2003 | Andrézieux-Bouthéon | Terre (int.)    | Amélie Mauresmo                  | Fabiola Zuluaga                       | 6-4, 6-4       | Parcours |
|                                                                           |            |                     |                 |                                  |                                       |                |          |
| 2003 - 1/4 de finale (groupe mondial) - Espagne - France - 1 : 4          |            |                     |                 |                                  |                                       |                |          |
| 10                                                                        | 19/07/2003 | Oviedo              | Terre (ext.)    | Amélie Mauresmo                  | M. A. Sánchez                         | 6-3, 6-3       | Parcours |
| 10                                                                        | 19/07/2003 | Oviedo              | Terre (ext.)    | Amélie Mauresmo                  | Magüi Serna                           | 7-5, 6-2       | Parcours |
|                                                                           |            |                     |                 |                                  |                                       |                |          |
| 2003 - 1/2 finale (groupe mondial) - Russie - France - 2 : 3              |            |                     |                 |                                  |                                       |                |          |
| 11                                                                        | 19/11/2003 | Moscou              | Moquette (int.) | Amélie Mauresmo                  | Vera Zvonareva                        | 6-2, 6-2       | Parcours |
| 11                                                                        | 19/11/2003 | Moscou              | Moquette (int.) | Amélie Mauresmo                  | Anastasia Myskina                     | 6-73, 6-3, 6-4 | Parcours |
|                                                                           |            |                     |                 |                                  |                                       |                |          |
| 2003 - Finale (groupe mondial) - États-Unis - France - 1 : 4              |            |                     |                 |                                  |                                       |                |          |
| 12                                                                        | 22/11/2003 | Moscou              | Moquette (int.) | Amélie Mauresmo                  | Lisa Raymond                          | 6-4, 6-3       | Parcours |
| 12                                                                        | 22/11/2003 | Moscou              | Moquette (int.) | Amélie Mauresmo                  | Meghann Shaughnessy                   | 6-2, 6-1       | Parcours |
|                                                                           |            |                     |                 |                                  |                                       |                |          |
| 2004 - 1er tour (groupe mondial) - France - Allemagne - 5 : 0             |            |                     |                 |                                  |                                       |                |          |
| 13                                                                        | 24/04/2004 | Amiens              | Terre (int.)    | Amélie Mauresmo                  | Barbara Rittner                       | 6-1, 6-2       | Parcours |
| 13                                                                        | 24/04/2004 | Amiens              | Terre (int.)    | Amélie Mauresmo                  | Anna-Lena Grönefeld                   | 6-2, 6-3       | Parcours |
| 13                                                                        | 24/04/2004 | Amiens              | Terre (int.)    | Nathalie Dechy Amélie Mauresmo   | Anna-Lena Grönefeld Julia Schruff     | 6-2, 6-0       | Parcours |
|                                                                           |            |                     |                 |                                  |                                       |                |          |
| 2004 - 1/4 de finale (groupe mondial) - Italie - France - 2 : 3           |            |                     |                 |                                  |                                       |                |          |
| 14                                                                        | 10/07/2004 | Rimini              | Terre (ext.)    | Amélie Mauresmo                  | Silvia Farina                         | 6-2, 6-1       | Parcours |
| 14                                                                        | 10/07/2004 | Rimini              | Terre (ext.)    | Amélie Mauresmo                  | Francesca Schiavone                   | 7-62, 6-2      | Parcours |
|                                                                           |            |                     |                 |                                  |                                       |                |          |
| 2005 - 1/2 finale (groupe mondial) - France - Espagne - 3 : 1             |            |                     |                 |                                  |                                       |                |          |
| 15                                                                        | 09/07/2005 | Aix-en-Provence     | Dur (ext.)      | Amélie Mauresmo                  | Anabel Medina                         | 6-4, 6-3       | Parcours |
| 15                                                                        | 09/07/2005 | Aix-en-Provence     | Dur (ext.)      | Amélie Mauresmo                  | Nuria Llagostera                      | 6-3, 6-1       | Parcours |
| 15                                                                        | 09/07/2005 | Aix-en-Provence     | Dur (ext.)      | Anabel Medina M. A. Sánchez      | Amélie Mauresmo Mary Pierce           | 2-1, ab.       | Parcours |
|                                                                           |            |                     |                 |                                  |                                       |                |          |
| 2005 - Finale (groupe mondial) - France - Russie - 2 : 3                  |            |                     |                 |                                  |                                       |                |          |
| 16                                                                        | 17/09/2005 | Paris               | Terre (ext.)    | Amélie Mauresmo                  | Anastasia Myskina                     | 6-4, 6-2       | Parcours |
| 16                                                                        | 17/09/2005 | Paris               | Terre (ext.)    | Elena Dementieva                 | Amélie Mauresmo                       | 6-4, 4-6, 6-2  | Parcours |
| 16                                                                        | 17/09/2005 | Paris               | Terre (ext.)    | Elena Dementieva Dinara Safina   | Amélie Mauresmo Mary Pierce           | 6-4, 1-6, 6-3  | Parcours |
|                                                                           |            |                     |                 |                                  |                                       |                |          |
| 2006 - 1/4 de finale (groupe mondial) - France - Italie - 1 : 4           |            |                     |                 |                                  |                                       |                |          |
| 17                                                                        | 22/04/2006 | Nancy               | Terre (int.)    | Amélie Mauresmo                  | Flavia Pennetta                       | 6-1, 6-1       | Parcours |
| 17                                                                        | 22/04/2006 | Nancy               | Terre (int.)    | Francesca Schiavone              | Amélie Mauresmo                       | 4-6, 7-64, 6-4 | Parcours |
|                                                                           |            |                     |                 |                                  |                                       |                |          |
| 2007 - 1/2 finale (groupe mondial) - Italie - France - 3 : 2              |            |                     |                 |                                  |                                       |                |          |
| 18                                                                        | 14/07/2007 | Castellaneta Marina | Terre (ext.)    | Francesca Schiavone              | Amélie Mauresmo                       | 7-5, 6-3       | Parcours |
| 18                                                                        | 14/07/2007 | Castellaneta Marina | Terre (ext.)    | Amélie Mauresmo                  | Mara Santangelo                       | 6-75, 6-0, 6-4 | Parcours |
|                                                                           |            |                     |                 |                                  |                                       |                |          |
| 2008 - Barrage (groupe mondial I) - Japon - France - 1 : 4                |            |                     |                 |                                  |                                       |                |          |
| 19                                                                        | 26/04/2008 | Tokyo               | Dur (int.)      | Amélie Mauresmo                  | Ayumi Morita                          | 6-0, 6-2       | Parcours |
| 19                                                                        | 26/04/2008 | Tokyo               | Dur (int.)      | Amélie Mauresmo                  | Ai Sugiyama                           | 6-1, 6-4       | Parcours |
|                                                                           |            |                     |                 |                                  |                                       |                |          |
| 2009 - 1/4 de finale (groupe mondial) - France - Italie - 0 : 5           |            |                     |                 |                                  |                                       |                |          |
| 20                                                                        | 07/02/2009 | Orléans             | Dur (int.)      | Flavia Pennetta                  | Amélie Mauresmo                       | 2-6, 7-67, 6-4 | Parcours |
| 20                                                                        | 07/02/2009 | Orléans             | Dur (int.)      | Sara Errani                      | Amélie Mauresmo                       | 6-3, 6-4       | Parcours |
|                                                                           |            |                     |                 |                                  |                                       |                |          |
| 2009 - Barrage (groupe mondial I) - France - Slovaquie - 3 : 2            |            |                     |                 |                                  |                                       |                |          |
| 21                                                                        | 25/04/2009 | Limoges             | Terre (int.)    | Amélie Mauresmo                  | Dominika Cibulková                    | 4-6, 6-2, 6-3  | Parcours |
| 21                                                                        | 25/04/2009 | Limoges             | Terre (int.)    | Amélie Mauresmo                  | Daniela Hantuchová                    | 7-5, 6-4       | Parcours |
| 21                                                                        | 25/04/2009 | Limoges             | Terre (int.)    | Nathalie Dechy Amélie Mauresmo   | Dominika Cibulková Daniela Hantuchová | 4-6, 6-1, 6-4  | Parcours |

## Classements WTA en fin de saison

### En simple
| Année | 1994 | 1995 | 1996 | 1997 | 1998 | 1999 | 2000 | 2001 | 2002 | 2003 | 2004 | 2005 | 2006 | 2007 | 2008 | 2009 |
| Rang  | 827  | 290  | 180  | 109  | 29   | 10   | 16   | 9    | 6    | 4    | 2    | 3    | 3    | 18   | 24   | 21   |

Source : (en) « Classements de Amélie Mauresmo », sur le site officiel du WTA Tour

### En double
| Année | 1994 | 1995 | 1996 | 1997 | 1998 | 1999 | 2000 | 2001 | 2002 | 2003 | 2004 | 2005 | 2006 | 2007 | 2008 | 2009 |
| Rang  | 750  | 284  | 671  | -    | 151  | 85   | 53   | 197  | 182  | -    | 138  | 64   | 57   | 302  | 144  | 57   |

Source : (en) « Classements de Amélie Mauresmo », sur le site officiel du WTA Tour

## Périodes au rang de numéro un mondiale
| # | Précédée par  | Dates                   | Suivie par        | Nombre de semaines | Cumul |
| - | ------------- | ----------------------- | ----------------- | ------------------ | ----- |
| 1 | Justine Henin | 13/09/2004 - 17/10/2004 | Lindsay Davenport | 5                  | 5     |
| 2 | Kim Clijsters | 20/03/2006 - 12/11/2006 | Justine Henin     | 34                 | 39    |

## Distinctions

### Tennis
- Élue joueuse du mois de mars 2001 par la WTA
- Élue no 3 du Top 30 des sportifs préférés des Français lors d'un sondage réalisé par L'Équipe magazine et RMC Info en novembre 2006
- Laureus World Sports Award for Breakthrough of the Year (Newcomer of the Year) en 2007
- Raquette de diamants en 2007
- Élue no 2 du Top 30 des sportifs préférés des Français lors d'un sondage réalisé par L'Équipe magazine et RMC Info en juin 2007
- Le 18 juillet 2015, elle entre au Hall of Fame, rejoignant ainsi les Mousquetaires, Suzanne Lenglen, Françoise Dürr, Philippe Chatrier et Yannick Noah[43].
- Elle figure parmi un groupe d'athlètes français·es qui portent la flamme olympique à la fin de la cérémonie d'ouverture des Jeux Olympiques 2024 à Paris.

### Décorations
- Chevalière de la Légion d'honneur (16 mars 2006).
- Officière de l'ordre national du Mérite[44]

## Hors des courts
- En 2004, elle joue dans Les Onze Commandements au cinéma.
- En 2008, elle interprète une sportive du nom d'Amélix dans le film Astérix aux Jeux olympiques.
- En 2010, elle participe en tant que marraine à l'évènement Étoiles du sport. Elle choisit l'espoir du tennis Inès Fontanarosa comme filleule. Cette dernière arrête toutefois sa carrière en 2013 pour devenir kiné.

## Vie privée
Après un coming out qui a provoqué énormément de réactions en 1999, Amélie Mauresmo est à partir de 2003 en couple avec Pascale Arribe, ancienne joueuse de tennis professionnelle. En 2021, elle se marie avec Marie-Bénédicte Hurel, sa compagne depuis 2014, avant de demander le divorce en 2023. Elles ont deux enfants, un garçon Aaron né en 2015 et une fille Ayla née en 2017.